# عروق محیطی
دستگاه عروق محیطی بخشی از دستگاه گردش خون است که شامل سیاهرگ‌ها و سرخرگ‌هایی است که در قفسه سینه یا شکم نیستند (یعنی در دست‌ها و پاها هستند).
وریدهای محیطی رایج‌ترین محل تزریق هم در بیمارستان‌ها و هم در خدمات پیراپزشکی برای آنژیوکت هستند.
در برخی موارد، جهت رفع انسداد عروق محیطی به جای جراحی، به آسانی  می توان از آنژیوکت یا قسطره بادکنکی استفاده کرد.